# Royal Australasian Ornithologists Union
Royal Australasian Ornithologists Union (skrót RAOU; znane także jako Birds Australia) – australijska organizacja ornitologiczna, założona w 1901 w celu badania i ochrony rodzimych gatunków ptaków. RAOU była australijskim partnerem organizacji BirdLife International. Była pomysłodawcą wydania atlasu poświęconego Ptakom Australii, była również wydawcą (we współpracy z Oxford University Press) Handbook of Australian, New Zealand and Antarctic Birds. 1 stycznia 2012 RAOU połączyła się z Bird Observation & Conservation Australia (BOCA), tworząc BirdLife Australia.
RAOU zostało formalnie utworzone 1 lipca 1901 w Melbourne, ówcześnie pod nazwą Australasian Ornithologists Union, po serii nieformalnych spotkań małej grupy ornitologów od roku 1896. Pierwsze walne zgromadzenie odbyło się 1 listopada 1901 w Adelaide. Pierwszym prezesem został wybrany William Vincent Legge, a sekretarzem Dudley Le Souef.

## Regionalne grupy
- Birds Australia Capricornia (BAC)
- Birds Australia North Queensland(BANQ)
- Birds Australia Northern NSW (BANN)
- Birds Australia Southern NSW & ACT (BASNA)
- Birds Australia Southern Queensland (BASQ)
- Birds Australia Victoria (BA-VIC)
- Birds Australia Western Australia (BAWA)
- Birds Tasmania (BA-TAS)

## Specjalne grupy
- Australasian Raptor Association (ARA) – ptaki drapieżne
- Australasian Seabird Group (ASG) – ptaki morskie
- Australasian Wader Studies Group (AWSG) – siewkowce
- Birds Australia Parrot Association (BAPA) – papugowe

## Obserwatoria
Cztery obserwatoria zostały utworzone w celu zapewnienia działalności jako podstawy dla badań i edukacji. Dwa z nich (Barren Grounds Bird Observatory w Nowej Południowej Walii oraz Rotamah Island Bird Observatory w stanie Wiktoria) zostały zamknięte z przyczyn ekonomicznych. Dwa pozostałe obserwatoria działają na terenie Australii Zachodniej i są to: Broome Bird Observatory i Eyre Bird Observatory.

## Rezerwaty
RAOU powołało do życia dwa rezerwaty, w celu ochrony rozległych siedlisk ptaków; są to: Gluepot Reserve i Newhaven Reserve.